# 118e division de chasseurs (Allemagne)
La  118e division de Chasseurs (en allemand : 118. Jäger-Division) est une des divisions d'infanterie de l'armée allemande (Wehrmacht) durant la Seconde Guerre mondiale.

## Création et différentes dénominations
La 118. Jäger-Division est formée le 1er avril 1943 par la réorganisation de la 718. Infanterie-Division.
Elle combat les partisans en Bosnie et est envoyée sur la côte de Dalmatie pendant l'été 1944 pour se prémunir contre un débarquement allié possible. Il combat sur le front de l'Est au cours des derniers mois de la guerre et se rend aux Britanniques en Autriche.
Cette unité prend part à des opérations anti-partisans en Croatie.

## Organisation

### Commandants
| Date                              | Grade           | Commandant          |
| --------------------------------- | --------------- | ------------------- |
| 1er avril 1943 - 10 juillet 1944  | Generalleutnant | Josef Kübler (de)   |
| 10 juillet 1944 - 10 juillet 1944 | Oberst          | Rudolf Gertler (de) |
| 10 juillet 1944 - 8 mai 1945      | Generalmajor    | Hubertus Lamey      |

### Officier d'opérations (Ia)
| Date                          | Grade          | Commandant      |
| ----------------------------- | -------------- | --------------- |
| 1er avril 1943 - 10 août 1944 | Oberstleutnant | Herbert Geitner |
| 10 août 1944 - ? 1945         | Major          | Dietrich Maurer |

## Théâtres d'opérations
- Balkans : avril 1943 - juillet 1944
- Dalmatie : juillet 1944 - septembre 1944
- Yougoslavie : septembre 1944 - Janvier 1945
  - Opérations anti-partisans en Croatie
    - Opération Morgenwind I
- Balkans, Hongrie et Yougoslavie : janvier 1945 - mai 1945

## Ordre de bataille
- Jäger-Regiment 738
- Jäger-Regiment 750
- Artillerie-Regiment 668
- Aufklärungs-Abteilung 118
- Panzerjäger-Abteilung 118
- Pionier-Bataillon 118
- Nachrichten-Abteiliung 118
- Kommandeur der Jäger-Divisions-Nachschubtruppen 118